# Carlos Miele
Carlos Miele (São Paulo, 1964) é um estilista brasileiro, dono da grife M. Officer. Sua grife já teve aparições em diversos seriados e filmes como na terceira temporada da série de televisão Ugly Betty e também no episódio 3 da quarta temporada da série Gossip Girl. Atualmente trabalha com uma terceira marca, Miele by Carlos Miele e a grife já apresenta coleções masculinas de sucesso.

## Biografia
Nascido no bairro de Santana, em São Paulo, formou-se em Administração de Empresas pela Fundação Getúlio Vargas no ano de 1986 e criou a M. Officer. A partir do ano 2000 iniciou o projeto de internacionalização de seu nome, a Carlos Miele, que se tornou referência na moda brasileira e se expandiu chegando a mais de 30 países, além de possuir lojas próprias em Nova York, Miami, Paris, São Paulo, Curitiba, Salvador, Rio de Janeiro, Belo Horizonte, Goiás e Brasília. As lojas de Nova York e Paris são consideradas referências e chegaram a ganhar diversos prêmios de arquitetura no seu ano de inauguração. Carlos Miele tem uma grande exposição internacional e se tornou a grife brasileira mais conhecida fora do país, conquistando famosas clientes como Sarah Jessica Parker, Sonia Braga, Jennifer Lopez, Beyoncé, Eva Longoria, Christina Aguilera, Camila Belle e Scarlett Johansson. As suas criações são aparições constantes no tapete vermelho dos principais eventos do mundo. Atualmente, conta com lojas apenas em dois endereços no Brasil, de acordo com a página oficial do estilista.